# Moesgård
Moesgård er en gammel herregård og et tidligere gods i Mårslet Sogn, Aarhus Kommune. Moesgård Gods er på 324 hektar og blev opkøbt af Aarhus Kommune i 1896, sammen med andre større landkøb, grundet en påkrævet byudvidelse. De ældste spor af større bygninger er ved dendrokronologiske undersøgelser fastslået til 1396.
Moesgård var længe hjemsted for Moesgård Museum (tidligere kendt som Forhistorisk Museum), fungerende som lokal- og special-museum for arkæologi og etnografi. Moesgård Museum flyttede til en ny stor moderne bygning i efteråret 2014 tæt ved herregården og gården er nu en del af Institut for Arkæologi og Antropologi ved Aarhus Universitet. Arealerne omkring Moesgård er offentligt tilgængelige og der er knyttet en stor have til. Herfra udgår Oldtidsstien, som Moesgård Museum har anlagt i sin tid.

## Historie
De oprindelige bygninger lå frem til ca. 1711 lidt sydligere end i dag, ned mod Giber Å. Området blev undersøgt i 1998 med blandt andet metaldetektor og tre søgegrøfter blev gravet. Undersøgelserne viste, at gårdsanlægget har været omgivet af vådområder på tre sider og en skrænt ned mod Giber Å på den fjerde side. Det kan ikke afvises, at vådområderne til dels er menneskeskabte.
Den nuværende hovedbygning er opført i 1780-1784 af Christian Frederik Güldencrone efter tegninger af Christian Joseph Zuber, men gården er blevet udbygget flere gange.
Fra 1673 og frem til 1822 var Moesgård en del af Baroniet Wilhelmsborg.

## Galleri
- Moesgård, set fra gårdspladsen
- Moesgård, sidebygning til hovedbygningen
- Moesgård, set fra haven
- Moesgård er blevet udbygget af flere omgange

## Ejere af Moesgård
- (1396-1410) Erik Nielsen Gyldenstierne
- (1410-1425) Niels Eriksen Gyldenstierne
- (1425-1455) Erik Nielsen Gyldenstierne
- (1455-1463) Erik Nielsen Gyldenstiernes dødsbo
- (1463-1473) Peder Eriksen Gyldenstierne
- (1473-1504) Oluf Pedersen Gyldenstierne
- (1504-1550) Oluf Pedersen Gyldenstiernes dødsbo
- (1550-1560) Lene Olufsdatter Gyldenstierne
- (1560-1563) Jost Andersen Ulfeldt
- (1563-1565) Anne Nielsdatter Kaas
- (1565-1591) Anne Nielsdatter Kaass dødsbo
- (1591-1623) Edel Jostsdatter Ulfeldt / Helvig Jostsdatter Ulfeldt / Kirsten Jostsdatter Ulfeldt
- (1623-1638) Helvig Jostsdatter Ulfeldt
- (1638-1648) Johan Kjeldsen Brockenhuus
- (1648-1651) Niels Friis
- (1651-1662) Mogens Nielsen Friis
- (1662-1673) Gabriel Marselis
- (1673-1683) Vilhelm lensbaron Güldencrone nr1
- (1683-1692) Regitze Sophie Vind
- (1692-1701) Christian baron Güldencrone / Jørgen baron Güldencrone / Vilhelm baron Güldencrone nr2
- (1701-1746) Christian baron Güldencrone
- (1746-1747) Vilhelm baron Güldencrone nr3
- (1747-1753) Matthias baron Güldencrone
- (1753-1788) Christian Frederik baron Güldencrone
- (1788-1822) Frederik Julius Christian baron Gyldenkrone
- (1822-1838) Statskassen
- (1838-1844) Torkild Christian Dahl / Peder Jacob Møller
- (1844-1872) Torkild Christian Dahl
- (1872-1911) Emilie Andersen Dahl
- (1911-1952) Bothilde Torkilsdatter Dahl
- (1952-1960) Bothilde Torkilsdatter Dahls dødsbo
- (1960-1964) Århus Amt
- (1964-) Forhistorisk Museum